# Harry Meek

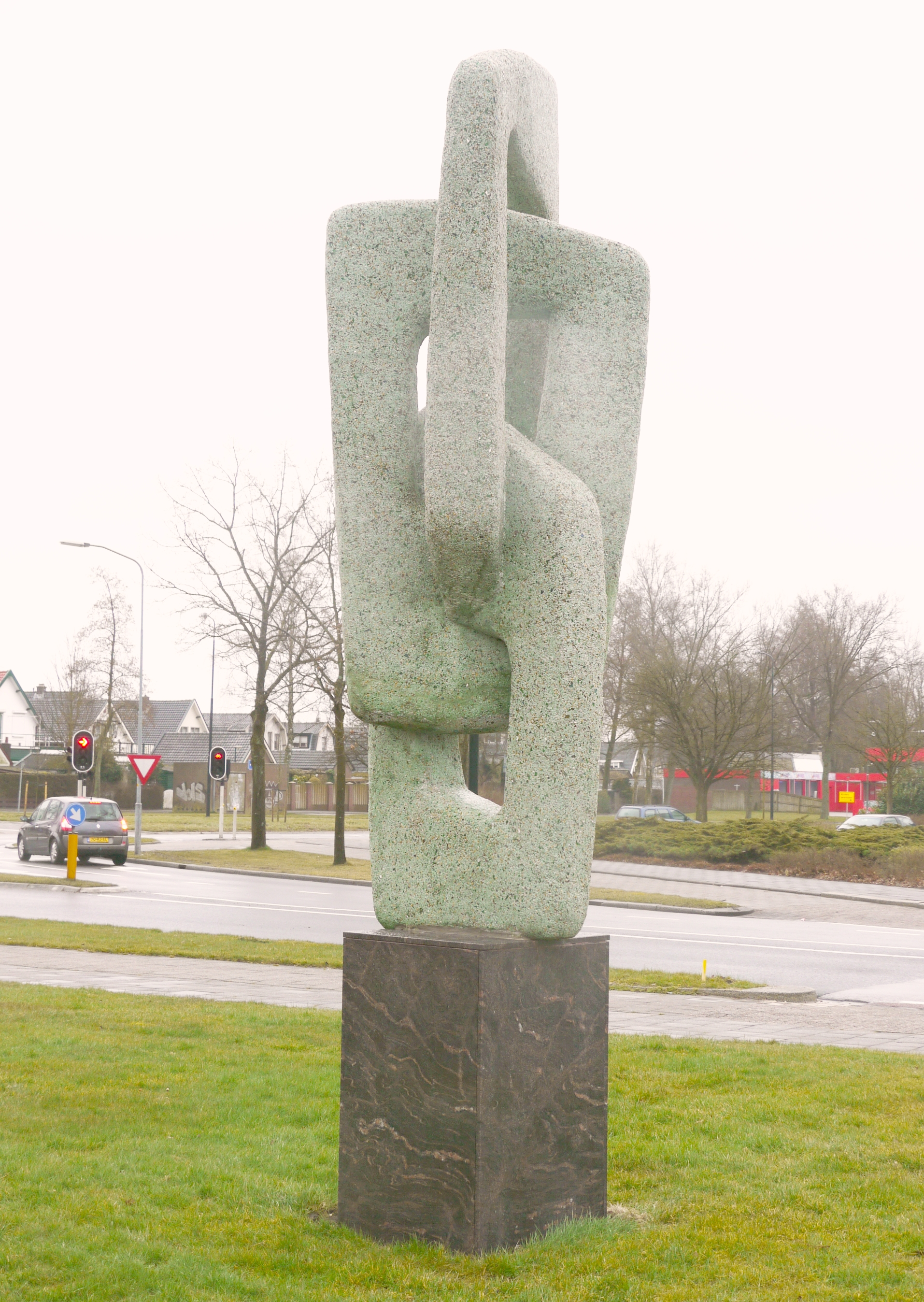
Verbondenheid (1974)

Eelke Everhardus (Harry) Meek (Assen, 11 februari 1922 – Apeldoorn, 10 december 2012) was een Nederlands schilder, tekenaar, glas-in-loodkunstenaar en beeldhouwer.

## Leven en werk
De in Drenthe geboren Meek genoot zijn kunstopleiding aan de Rijksakademie van beeldende kunsten in Amsterdam. Vanaf 1958 was hij als kunstenaar gevestigd in Apeldoorn. Hij was daar eveneens werkzaam als docent aan het Christelijk Lyceum.
Meek is verantwoordelijk voor vele kunstwerken in en rond Apeldoorn: sculpturen, wandplastieken, muurschilderingen, mozaïeken, wandkleden en orgelfronten in scholen, kerken en bedrijfspanden.

## Werken (selectie)
- Glas-in-loodraam, Kerkcentrum "De Drie Ranken", Eglantierlaan in Apeldoorn
- Betonplastiek (1959), Gereformeerde Gemeente, Graaf van Lijndenlaan in Apeldoorn
- Monument aan de synagoge (1960)[3], glas-in-loodramen en gevelreliëfs (1959/60), Paslaan in Apeldoorn
- Jona en de vis, langs vijver bij Laan van Zevenhuizen in Apeldoorn
- Wandsculptuur, Rode Kruisgebouw in Apeldoorn
- Gevelreliëf (1965), Waterstraat, Tiel
- De Zaaier (1967), Teuge[4]
- Symbool van communicatie (1972),[5] wandreliëf in de Mariënstraat in Nijmegen
- Verbondenheid (1974), Koninginnelaan/Gemzenstraat in Apeldoorn
- De Parel (1985) - Monument ter herinnering aan de landing van de prinsessen na de oorlog op Nederlandse bodem op Vliegveld Teuge, aan de Zanden in Teuge

## Fotogalerij

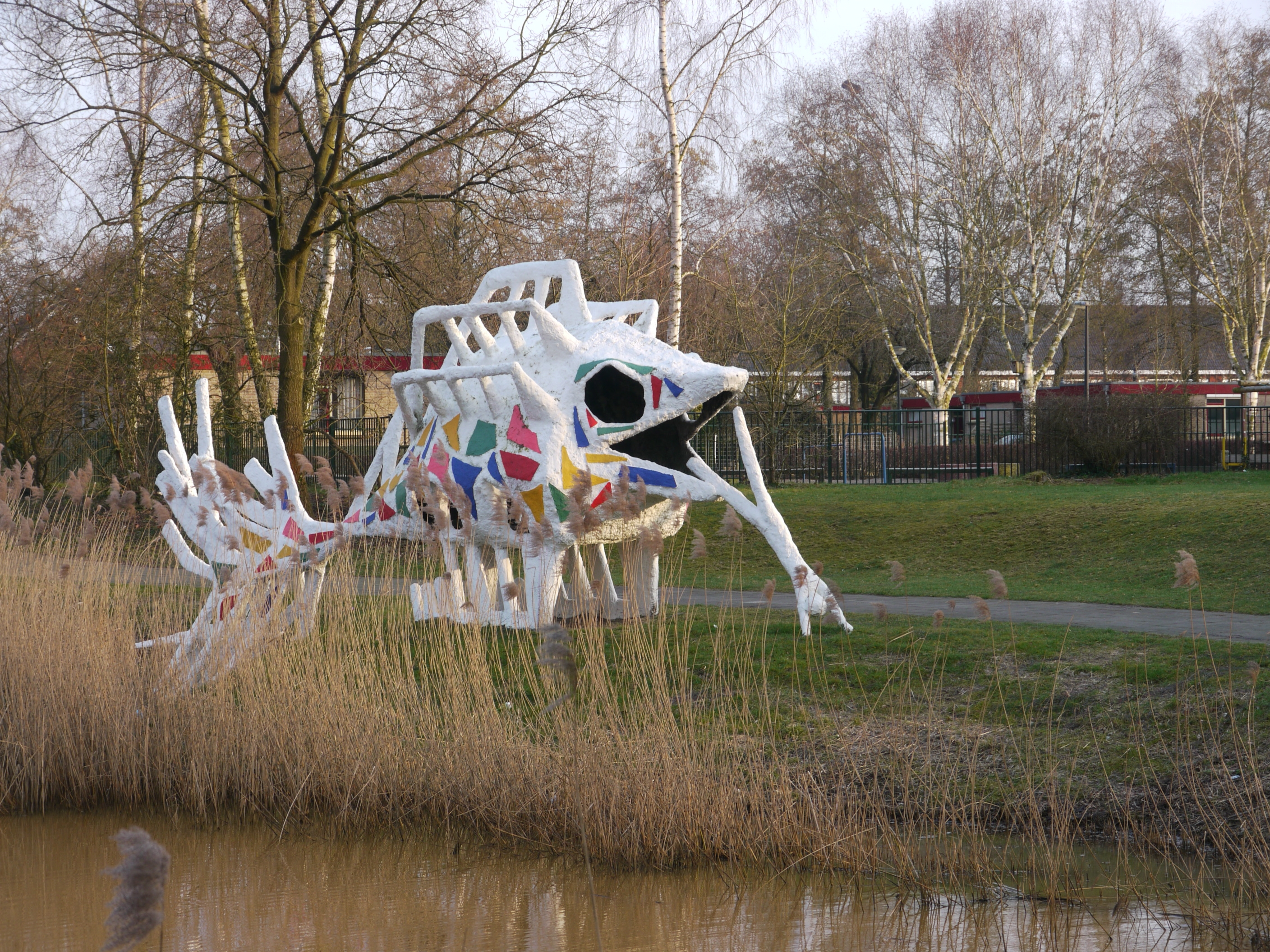
Jona en de vis, Apeldoorn
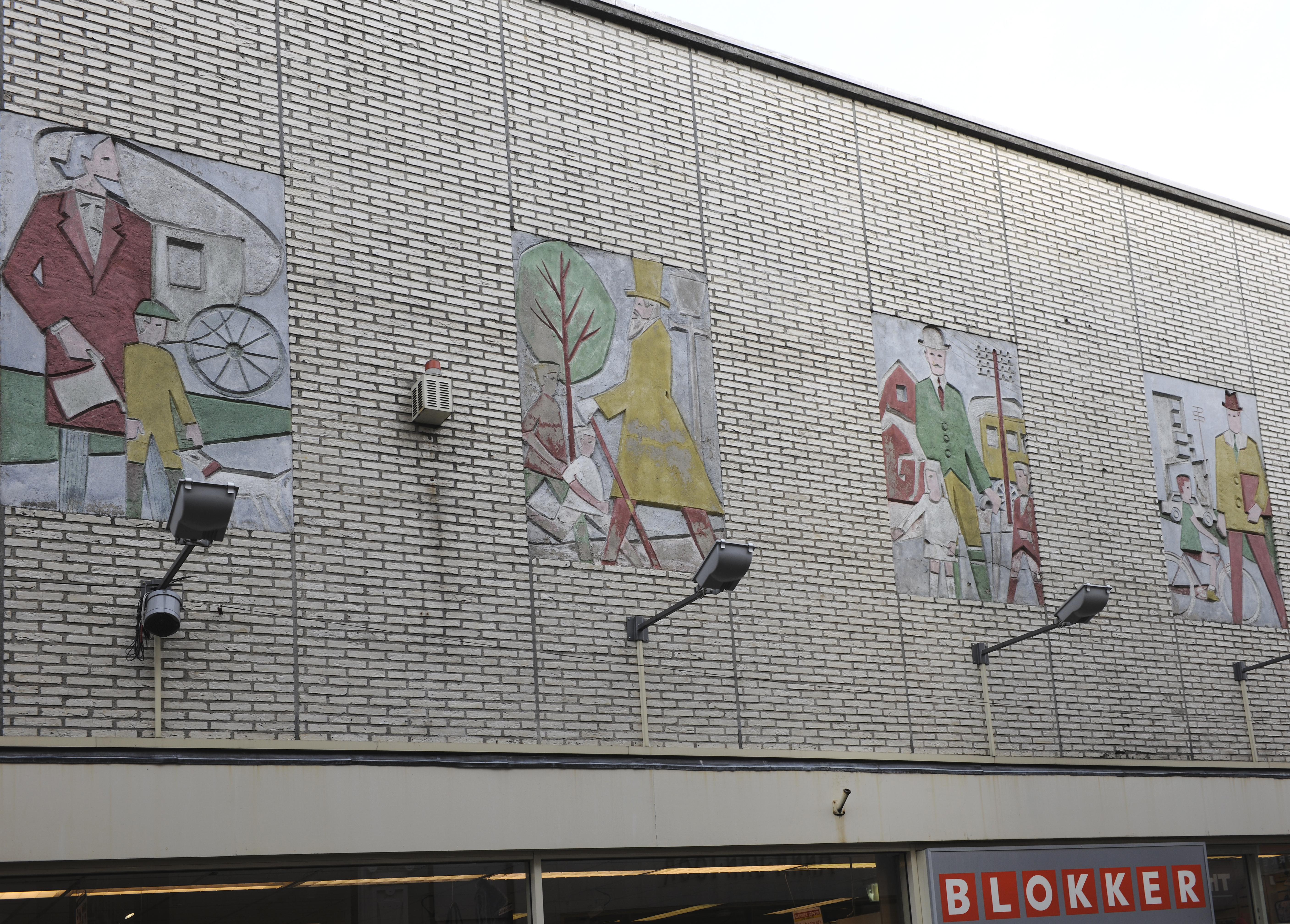
Gevelreliëf, Tiel
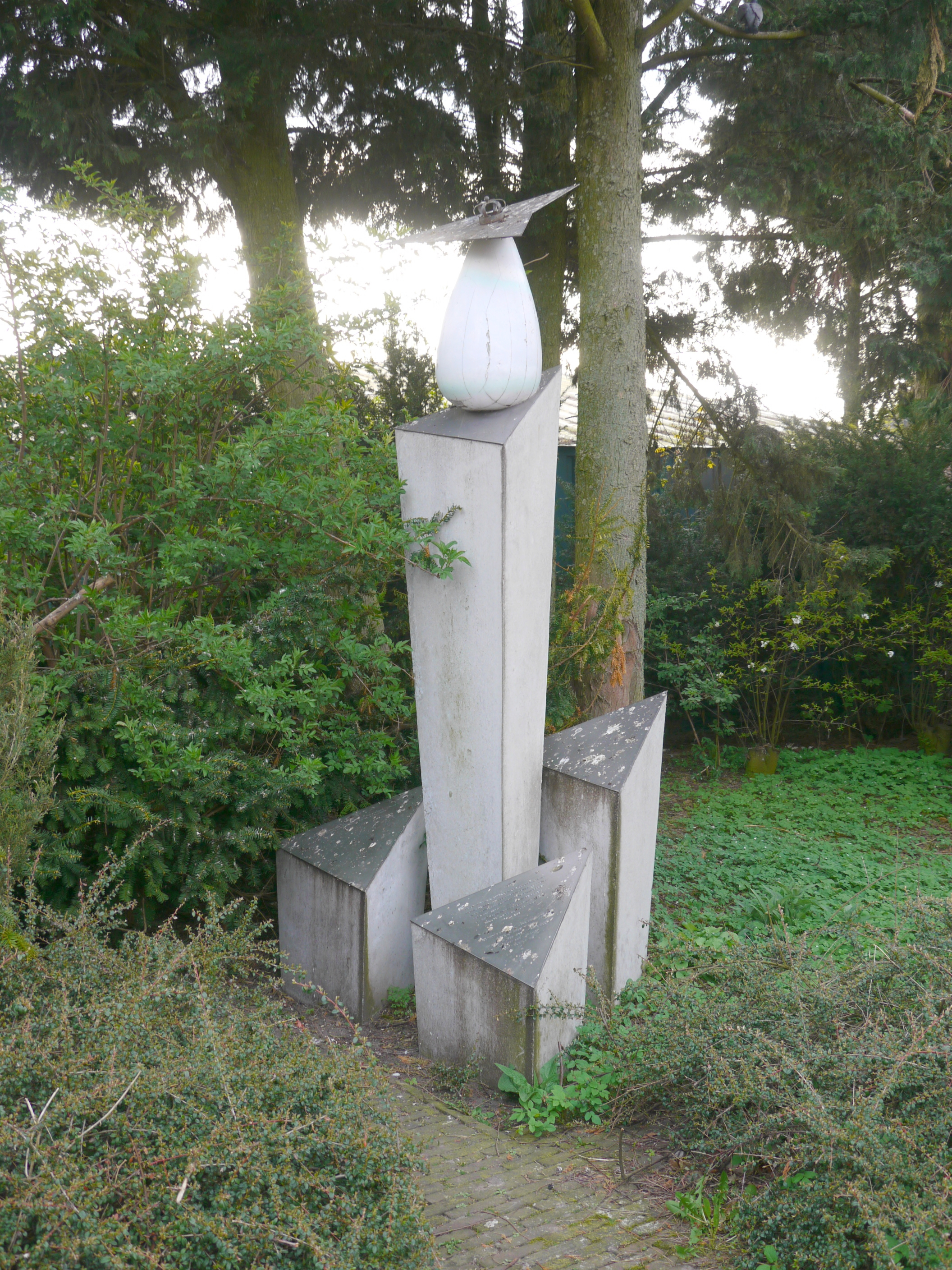
De Parel, Vliegveld Teuge
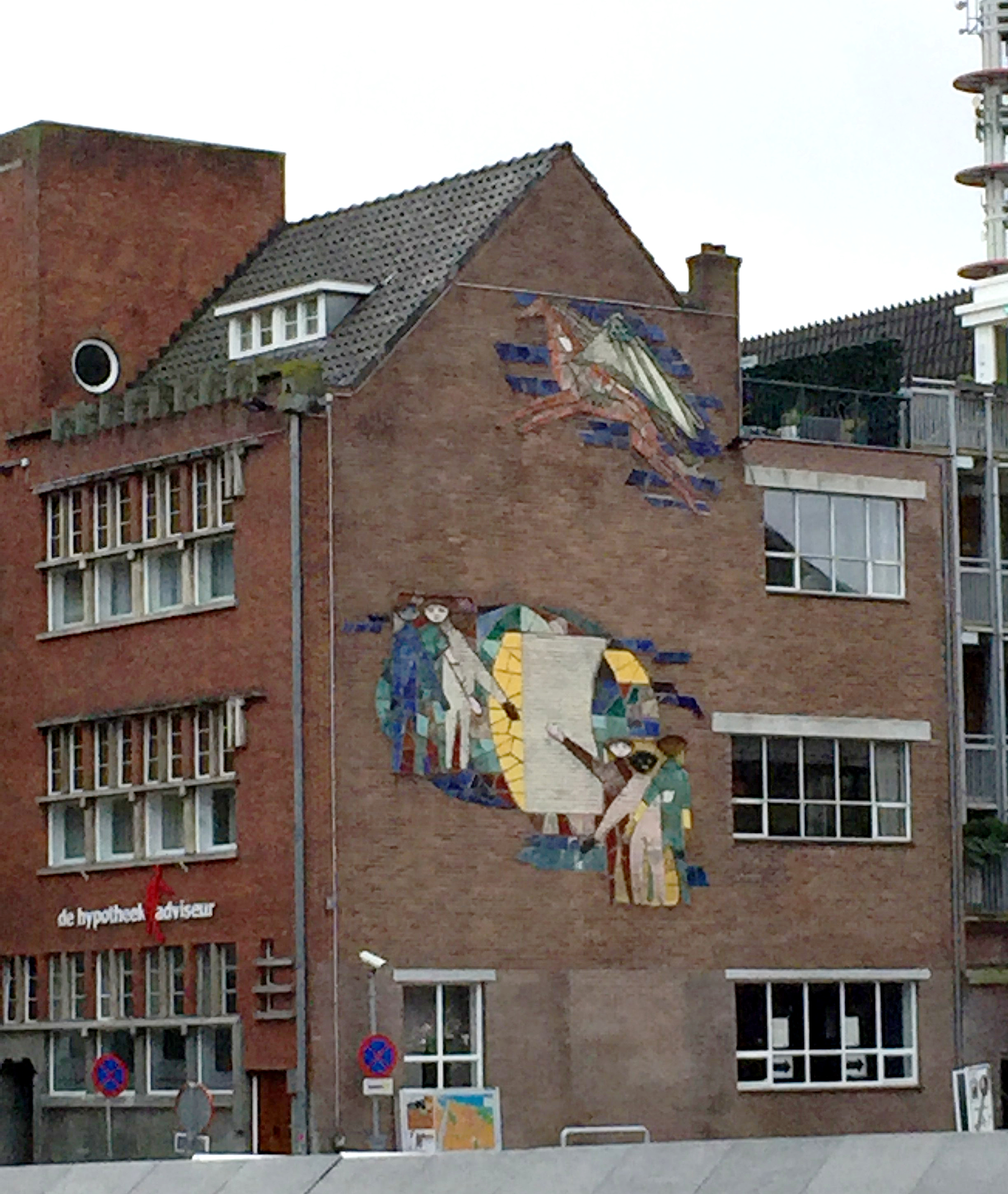
Gevelreliëf, Nijmegen